# 보손 별
보손 별(Boson star)은 이론상의 천체로, 보손으로 구성된 천체이다. 암흑 물질의 후보로도 거론되기도 한다.

## 존재
이런 천체가 존재한다는 확실한 증거는 없으나, 짝을 이루어서 도는 보손 별에서 방출되는 중력파를 이용해 찾는 방법이 제시되고 있다. 이론상으로는, 초질량 보손 별은 은하의 핵 부근에 존재한다.

## 생성
빅뱅 초기의 중력 붕괴를 통해 생성된 것으로 추정된다.